# Великобритания на «Евровидении-2007»
Великобритания на «Евровидении» 2007, который прошёл в столице Финляндии в городе Хельсинки, выступала в 50-й раз за свою историю. Страну представляла группа «Scooch» с песней Flying the Flag (For You).

## Национальный отбор

### Кандидаты
Национальный отбор проходил в рамках ежегодного музыкального шоу Eurovision: Making Up Your Mind. Выбор состоялся 17 марта 2007, на неделю позже конечного срока. Кандидатов было всего шесть, хотя таблоиды постоянно сообщали об интересе тех или иных конкурсантов. Так, неоднократно сообщались слухи об участии групп Ace of Base, Scissor Sisters, Queentastic, исполнителей Моррисси, Даза Сэмпсона и Кэрол Декер. В реальности же Моррисси собирался написать песню для одного из кандидатов, но не уложился в срок, а Сэмпсон в итоге не попал в шорт-лист конкурсантов. Ранее с конкурса снялась группа The Puppini Sisters, чьи песни Би-би-си также не включила в шорт-лист.
В итоговом шорт-листе оказались:
- Лиз Макклэрнон, бывшая солистка поп-группы Atomic Kitten
- Брайан Харви, солист поп-группы East 17
- Big Brovaz, хип-хоп-группа
- Синди, поп-певица
- Scooch, поп-группа
- Джастин Хоукинс, лидер рок-группы The Darkness, и Беверли Браун

### Итоги голосования
Голосование проходило в два раунда: в первом раунде определялись две лучшие песни, а победитель определялся во втором раунде. Теоретически Великобритания могла быть не допущена к конкурсу, поскольку песня Брайана Харви уже была доступна в Интернете с 2005 года, а песня Big Brovaz исполнялась ещё в 2006 году, что нарушало правила конкурса: песню нельзя было исполнять до начала октября.
Победу одержала группа Scooch, набрав 53% зрительских голосов. Во время объявления итогов случился конфуз: ведущие конкурса, Терри Воган и Фирн Коттон объявили победителями Синди и Scooch соответственно. После секундного замешательства всё же победу присудили Scooch. После концерта Би-би-си принесла письменные извинения за случившийся инцидент.
| № | Исполнитель                     | Песня                                   | 1й тур | 2й тур   |
| - | ------------------------------- | --------------------------------------- | ------ | -------- |
| 1 | Лиз Макклэрнон                  | «(Don’t It Make You) Happy!»            | 5      |          |
| 2 | Брайан Харви                    | «I Can»                                 | 6      |          |
| 3 | Big Brovaz                      | «Big Bro Thang»                         | 3      |          |
| 4 | Cyndi                           | «I’ll Leave My Heart»                   | 2      | 2 (47 %) |
| 5 | Scooch                          | «Flying the Flag (for You)»             | 1      | 1 (53 %) |
| 6 | Джастин Хоукинс и Беверли Браун | «They Don’t Make 'Em Like They Used To» | 4      |          |

## Исполнители
Группа образована в 1998 году. Состав группы: Кэролайн Барнс, Расс Спенсер, Натали Пауэрс и Дэвид Дюкасс. Популярность к ним пришла в начале 2000-х готов не только благодаря альбомам, но и многочисленным концертам и выступлениям на телешоу. Четыре их песни вошли в Топ-20 британских радиочартов, в том числе и сингл More Than I Needed To Know. Группа несколько раз фактически распадалась, но воссоединялась для различных концертов.
Расс Спенсер объявил об участии группы в Евровидении, поскольку ему не нравились не только результаты Великобритании, но и доминирующие стили: целью он поставил возвращение чистой поп-музыки на замену европопа и евродэнса. Группа была восхищена сценическим выступлением Lordi и решила сделать ставку на концертный номер.

## Скандалы
Газета The Daily Mirror после конфуза, случившегося на церемонии объявления победителя, решила, что группа получила право представлять Великобританию на Евровидении не совсем честным путём, и опубликовала статью, в которой обвинила группу в использовании бэк-вокалистов, не вышедших на сцену, что якобы расценивалось как нарушение правил конкурса. В действительности же бэк-вокалисты выступали вживую, что не запрещалось правилами конкурса и использовалось другими странами для подготовки сценических номеров на Евровидении. Более того, в правилах конкурса не указывалось, что все участники номера (не более шести человек) обязаны присутствовать непосредственно на сцене. 3 апреля 2007 газета официально принесла свои извинения и Би-би-си, и Европейского вещательному союзу за свои некорректные высказывания.
28 марта 2007 шведская певица Пандора обвинила группу в плагиате с её песни No Regrets, вышедшей в 1999 году. Шведский союз музыкантов подал заявление в Европейский вещательный союз, требуя дисквалификации песни. Би-би-си отвергло все обвинения, заявив, что никто из авторов не слышал о творчестве Пандоры и не занимался плагиатом. В итоге дальнейшего развития дело о плагиате так и не получило.

## Шансы
Некоторые эксперты сравнивали группу с Bucks Fizz, поп-группой, выигравшей Евровидение в 1981 году, и ожидали, что при благоприятном развитии событий Евровидение может вернуться в Великобританию. Однако подавляющее большинство людей традиционно рассчитывало на неудачное выступление и одно из последних мест. 24 марта 2007 певица и телеведущая Шарлотта Чёрч, в своём видеоблоге заявила, что группа незаслуженно выиграла конкурс, что исполненная песня — «абсолютный отстой», оскорбляющий Великобританию, и что победа должна была достаться Синди. Своё возмущение высказали солисты группы Натали Пауэрс и Расс Спенсер, заявив, что Чёрч не следит за языком и подаёт всем дурной пример для подражания.
Автор интернет-проекта «Евровидение-Казахстан» Андрей Михеев сравнил Scooch со шведской группой Alcazar, которая несколько раз безуспешно боролась за поездку на Евровидение от Швеции, и словенским травести-коллективом Sestre, выступавшим на Евровидении-2002:

- Музыка: Недо-Альказар? В общем, безобидная форматная поп-песенка. 8/10
- Текст: Гимн единству Европы. В общем, песня экипажа самолета. 7/10
- Вокал: Ну, что давно не пели вместе... заметно. 7/10
- Итог: Такое впечатление, что стюардессы уже были. А, Сестре... 7/10

Российский специалист по Евровидению, председатель российского клуба OGAE Антон Кулаков был не менее строг, назвав британских исполнителей «Ace of Base в очень недоделанном виде», серьёзно раскритиковав песню и заявив, что в Великобритании вообще перестали понимать суть конкурса:

- Музыка: Очень напомнило Ace of Base – только в очень недоделанном виде. Чересчур сыро и невразумительно. 5/10
- Текст: Изучаем европейскую географию. 5/10
- Вокал: Пластмассовые они какие-то. Как и бэки. 5/10
- Итог: Выбирать песни в Великобритании не научились толком.

Великобритания автоматически квалифицировалась в финал на правах участника «Большой четвёрки», выступая под 19-м номером. В итоге Великобритания набрала как раз 19 баллов и заняла 23-е, предпоследнее место, опередив только Ирландию. 12 баллов Великобритания неожиданно получила от Мальты (высший балл от кого-нибудь Великобритания последний раз получала в 2002 году), ещё 7 баллов от Ирландии. Делегация Мальты позднее заявила, что оценка в 12 баллов была протестом против «соседского голосования», заполонившего конкурс.

## Голоса телезрителей Великобритании
| 12 баллов | Турция   |
| 10 баллов | Кипр     |
| 8 баллов  | Латвия   |
| 7 баллов  | Дания    |
| 6 баллов  | Болгария |
| 5 баллов  | Сербия   |
| 4 балла   | Венгрия  |
| 3 балла   | Польша   |
| 2 балла   | Мальта   |
| 1 балл    | Албания  |

| 12 баллов | Турция   |
| 10 баллов | Греция   |
| 8 баллов  | Украина  |
| 7 баллов  | Швеция   |
| 6 баллов  | Россия   |
| 5 баллов  | Болгария |
| 4 балла   | Латвия   |
| 3 балла   | Литва    |
| 2 балла   | Венгрия  |
| 1 балл    | Германия |